# Rio Matipó
O rio Matipó é um curso de água do estado de Minas Gerais, Região Sudeste do Brasil, pertencente à bacia do rio Doce. Nasce na serra do Brigadeiro, na divisa dos municípios de Abre Campo e Carangola, percorrendo 158,65 km até sua foz no rio Doce em Raul Soares.
Sua bacia hidrográfica abrange nove municípios em uma área total de 2 559,5 km². As atividades econômicas nessa região são a agricultura, pecuária e a mineração, que impactam diretamente na poluição do rio. Além disso, a carência de tratamento de esgoto nas cidades da bacia contribui com a degradação do leito.